# Charles Friedek
Charles Michael Friedek, né le 26 août 1971 à Giessen, est un athlète allemand, spécialiste du triple saut.
Friedek est champion du monde en 1999. Aux championnats d'Europe de 2002, il remporte l'argent.
En 1998, il est médaille d'argent aux Championnats d'Europe en salle et 6e aux Championnats d'Europe. L'année suivante, il termine 3e en Coupe d'Europe.
Son record est de 17,59 m (obtenu à deux reprises à Hambourg en 1997 et à Séville en 1999).

## Palmarès

### Jeux olympiques
- Jeux olympiques de 2004 à Athènes ( Grèce)
  - éliminé en qualifications du triple saut

### Championnats du monde d'athlétisme
- Championnats du monde d'athlétisme de 1999 à Séville ( Espagne)
  -  Médaille d'or au triple saut

### Championnats du monde d'athlétisme en salle
- Championnats du monde d'athlétisme en salle de 1997 à Paris ( France)
  - 4e au triple saut
- Championnats du monde d'athlétisme en salle de 1999 à Maebashi ( Japon)
  -  Médaille d'or au triple saut
- Championnats du monde d'athlétisme en salle de 2001 à Lisbonne ( Portugal)
  - 4e au triple saut

### Championnats d'Europe d'athlétisme
- Championnats d'Europe d'athlétisme de 1998 à Budapest ( Hongrie)
  - 6e au triple saut
- Championnats d'Europe d'athlétisme de 2002 à Munich ( Allemagne)
  -  Médaille d'argent au triple saut

### Championnats d'Europe d'athlétisme en salle
- Championnats d'Europe d'athlétisme en salle de 1998 à Valence ( Espagne)
  -  Médaille d'argent au triple saut
- Championnats d'Europe d'athlétisme en salle de 2000 à Gand ( Belgique)
  -  Médaille d'or au triple saut